# Settecamini
Settecamini är Roms sjätte zon och har beteckningen Z. VI. Zonen är uppkallad efter byggnaden Casale di Settecamini. Zonen Settecamini bildades år 1961.
Under medeltiden hette området Campo dei Sette Fratelli, vilket syftar på helgonlegenden om Symforosa och hennes sju söner Crescens, Eugenius, Julianus, Justinus, Nemesius, Primitivus och Statteus, vilka samtliga led martyrdöden under kejsar Hadrianus.

## Kyrkobyggnader
- Sant'Alessandro
- Sant'Alessio
- Sant'Enrico
- San Francesco a Settecamini
- Santa Maria dell'Olivo

## Övrigt
- Area archeologica di Settecamini
- Sepolcro a Via Marcellina
- Sepolcri di Via Nomentana
- Sankt Alexanders katakomber

## Bilder
| - Lämningar på Area archeologica di Settecamini. - Carpe Diem Golf Club. |